# Кули Дам
Кули Дам (на английски: Coulee Dam) е град в окръг Оканоган, щата Вашингтон, САЩ. Кули Дам е с население от 1044 жители (2000) и обща площ от 1,9 km². Намира се на 349 m надморска височина. ЗИП кодът му е 99116, а телефонният му код е 509.